# Force nucléaire
Cet article concerne la force appelée parfois force forte résiduelle. Pour la force nucléaire forte, voir Interaction forte. Pour la force nucléaire faible, voir Interaction faible. Pour ses applications, voir Énergie nucléaire.
 (juillet 2021).

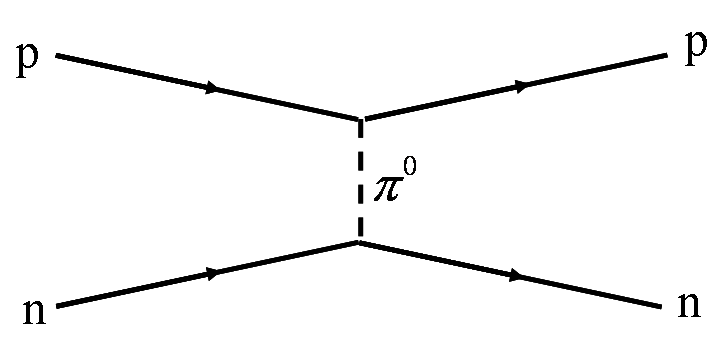
Diagramme de Feynman d'une diffusion proton-neutron.

La force nucléaire, qui s'exerce entre nucléons, est responsable de la liaison des protons et des neutrons dans les noyaux atomiques. Elle peut être interprétée en termes d'échanges de mésons légers, comme les pions. Même si son existence est démontrée depuis les années 1930, les scientifiques n'ont pas réussi à établir une loi permettant de calculer sa valeur à partir de paramètres connus, contrairement aux lois de Coulomb et de Newton.
Elle est parfois appelée force forte résiduelle, pour la distinguer de l'interaction forte que l'on explique à partir de la chromodynamique quantique. Cette formulation a été introduite dans les années 1970 en raison d'un changement de paradigme. Auparavant, la force nucléaire forte désignait la force entre nucléons. Après l'introduction du modèle des quarks, l'interaction forte a désigné les forces définies par la chromodynamique quantique, qui interagissent avec les quarks, en raison de leur charge de couleur. Les nucléons n'ayant aucune charge de couleur, la force nucléaire n'implique donc pas directement les gluons, particules médiatrices de l'interaction forte, mais plutôt d'autres processus.

## Historique
La force nucléaire est au cœur de la physique nucléaire depuis la naissance de cette discipline en 1932 par la découverte du neutron par James Chadwick. Le but traditionnel de la physique nucléaire est de comprendre les propriétés du noyau atomique dans ses interactions 'nues' entre paires de nucléons, ou forces nucléon-nucléon (NN).
En 1935, Hideki Yukawa est le premier à tenter d'expliquer la nature de la force nucléaire. Selon sa théorie, des bosons massifs (mésons) servent de médiateurs à l'interaction entre deux nucléons. Bien que, à la lumière de la chromodynamique quantique, la théorie des mésons ne soit plus perçue comme fondamentale, le concept d'échange de mésons (dans lequel les hadrons sont traités comme des particules élémentaires) représente toujours le meilleur modèle quantitatif pour le potentiel NN.
Historiquement, la simple description qualitative de la force nucléaire se révèle une tâche considérable, et la construction des premiers modèles quantitatifs semi-empiriques au milieu des années 1950 n'intervient qu'après un quart de siècle de recherches. Dès lors, des progrès substantiels interviennent dans les domaines expérimentaux et théoriques concernant la force nucléaire. La plupart des questions fondamentales sont tranchées dans les années 1960 et 1970. Plus récemment, les expérimentateurs se concentrent sur les aspects subtils de la force nucléaire, comme la dépendance de charge, la détermination précise de la constante de couplage πNN, l'amélioration de l'analyse du décalage de phase[Quoi ?], la mesure de haute précision des données et des potentiels NN, la diffusion NN pour des énergies intermédiaires et élevées, et les tentatives de description de la force nucléaire à partir de la chromodynamique quantique.

## Propriétés fondamentales
- La force nucléaire (NN) est ressentie uniquement par les hadrons.
- Aux distances typiques de séparation des nucléons (1,3 fm), c'est une force attractive très intense[Combien ?]. À ces distances, la force nucléaire est plus intense que la force coulombienne ; elle peut donc vaincre la répulsion entre protons produite par la force de Coulomb à l'intérieur des noyaux atomiques. Cependant, la force de Coulomb entre protons a une portée illimitée et devient la seule force significative entre protons quand ils sont séparés de plus de 2,5 fm.
- Au-delà d'environ 1,3 fm, la force décroît exponentiellement vers zéro.
- À de très faibles distances, la force nucléaire devient par contre fortement répulsive, ce qui maintient une réelle séparation entre nucléons.
- La force NN est pratiquement indépendante du type de nucléons (neutrons ou protons). Cette propriété est appelée « indépendance de charge ».
- La force NN dépend par contre du caractère parallèles ou antiparallèles des spins des nucléons.
- La force NN possède une composante non centrale ou tensorielle. Cette partie de la force ne conserve pas le moment cinétique orbital, qui est une constante du mouvement produit par une force centrale.

## Potentiels nucléon-nucléon
Les systèmes à deux nucléons tels que le deutéron ou la diffusion proton-proton ou neutron-proton[Quoi ?] sont idéaux pour étudier la force NN. De tels systèmes peuvent être décrits en attribuant un potentiel[Quoi ?] (tel que le potentiel de Yukawa) aux nucléons et en utilisant les potentiels dans une équation de Schrödinger. Cette méthode permet de déterminer la forme du potentiel, bien que pour les interactions à longue portée, les théories impliquant les échanges de mésons en facilitent la construction. Les paramètres du potentiel sont déterminés par adaptation aux données expérimentales telles que l'énergie de liaison du deutéron ou les sections efficaces de diffusion élastique NN (ou, de façon équivalente dans ce contexte, ce que l'on appelle les décalages de phase NN).
Les potentiels NN les plus couramment utilisés sont notamment le potentiel de Paris, le potentiel Argonne AV18 et le potentiel CD-Bonn et les potentiels de Nimègue.
Le potentiel nucléaire contient aussi le potentiel de Coulomb, qui n'est pas seulement répulsif entre protons mais est attractif entre un proton de charge électrique +e et un neutron contenant des charges électriques de somme nulle. Le potentiel de Coulomb possède aussi une partie magnétique (selon la loi de Biot et Savart), généralement répulsive entre nucléons.

## Des nucléons au noyau
On pourrait voir dans la physique nucléaire un seul but : décrire l'ensemble des interactions nucléaires à partir des interactions fondamentales entre nucléons. C'est ce que l'on appelle l'approche microscopique ou ab initio. Deux obstacles majeurs doivent cependant pour cela être surmontés :
- les calculs dans des systèmes à plusieurs corps sont complexes et requièrent des moyens de calcul puissants ;
- il est prouvé que, dans les systèmes à plus de deux nucléons, les forces à trois corps (et peut-être au-delà) jouent un rôle significatif. Ainsi, les potentiels à trois nucléons ou plus doivent être inclus dans le modèle.

Cependant, grâce aux progrès croissants des puissances de calcul utilisables, les calculs microscopiques produisant directement un modèle en couches à partir de potentiels à deux ou trois nucléons sont devenus possibles et ont été tentés pour des noyaux allant jusqu'à une masse atomique égale à 12.
Une approche nouvelle et très prometteuse consiste à développer des théories effectives pour une description cohérente des forces nucléon-nucléon et des forces à trois nucléons. En particulier, on peut analyser la brisure de symétrie chirale comme théorie effective (appelée théorie de la perturbation chirale), ce qui autorise un calcul par perturbation des interactions entre nucléons, les pions étant les particules d'échange.

## Potentiels nucléaires
Une voie fructueuse pour décrire les interactions nucléaires consiste à construire un potentiel pour l'ensemble du noyau, au lieu d'examiner les nucléons qui le composent. Cette approche est dite macroscopique. Par exemple, la diffusion de neutrons par des noyaux peut être décrite en considérant une onde plane dans le potentiel du noyau, constituée d'une partie réelle et d'une partie imaginaire. Ce modèle est souvent appelé « modèle optique » par analogie avec le phénomène de diffusion de la lumière par une sphère de verre opaque.
Les potentiels nucléaires peuvent être locaux ou globaux : les potentiels locaux sont limités à un domaine restreint d'énergies et/ou de masses, alors que les potentiels globaux, qui ont plus de paramètres et sont habituellement moins précis, sont fonction de l'énergie et de la masse du noyau, et peuvent ainsi être utilisés dans un plus vaste domaine d'applications.